# Cheilopogon cyanopterus
Cheilopogon cyanopterus es una especie de pez del género Cheilopogon, familia Exocoetidae. Fue descrita científicamente por Valenciennes en 1847.
Se distribuye por el Indo-Pacífico Occidental: mar Rojo y Sudáfrica hasta el sur de Japón, Taiwán, las islas Mariana, Queensland y el mar de Arafura. Atlántico Occidental: Nueva Jersey, EE. UU. y norte del golfo de México hasta Río de Janeiro, Brasil. Atlántico Oriental: Guinea hasta Gabón. La longitud total (TL) es de 40 centímetros. Habita en aguas superficiales tanto neríticas como oceánicas. Se alimenta de crustáceos y otros organismos planctónicos y puede alcanzar los 20 metros de profundidad.
Está clasificada como una especie marina inofensiva para el ser humano.